# Alice no País das Maravilhas (anime)
Alice no País das Maravilhas (ふしぎの国のアリス, Fushigi no Kuni no Arisu) é um anime adaptado do romance Alice in Wonderland do autor Britânico Lewis Carroll que foi exibido no canal japonês NHK dia 26 de Março de 1983 até 10 de Outubro de 1984. A série é uma coprodução nipo-germânica entre Nippon Animation e Apollo Films.  A série teve em torno de 52 episódios, no entanto, apenas 26 episódios chegaram aos Estados Unidos.
A série estreou em Portugal em 1987. A dobragem foi dirigida pelo actor João Lourenço. 
A série repetiu em 1989 na RTP, e na TVI com a mesma dobragem em 1994. A Planeta deAgostini editou a série em DVD completa com os 26 episódios com a dobragem antiga. A Prisvideo fez duas edições de várias cassetes com os primeiros episódios da série. Entretanto editou alguns DVD's com episódios da série, mas os últimos volumes têm uma nova dobragem e o genérico cantado em português interpretado por Ana Paula.
No idioma Inglês, esta série é geralmente ofuscada por versão do filme de 1951 da Disney que fez sucesso na história; no entanto, a série de anime foi bastante popular em vários países como Europeus, Israel, e América Latina, Irã, e no mundo de língua Árabe.  A série também foi dublada em Hindi pelo Conselho de Desenvolvimento de Filme Nacional da Índia e foi ao ar no canal Doordarshan no início de 1990.

## Enredo
Uma jovem garota chamada Alice segue um coelho branco até um buraco, só para encontrá-lo no País das Maravilhas, onde ela encontra muitos personagens interessantes, incluindo o misterioso Gato Que Ri e a terrível Rainha de Copas.
O início da série é mais semelhante à história original, enquanto os episódios mais tarde são adaptados do livro na sequência de Alice no País das Maravilhas, a "Alice do Outro Lado do Espelho", começando com o episódio 26.
A saída a partir dos livros é que Alice retorna ao mundo real no final de cada episódio, e volta para o País das Maravilhas no início do próximo episódio. Estas transições entre os dois mundos são retratadas como um sonho, e, geralmente, leva um momento para que Alice perceba que as coisas ao redor mudaram.

## Música
A série usou dois temas da canção, um tema de abertura e um tema de encerramento para a versão original em Japonês. O nome da abertura japonesa é "Yumemiru Wonderland (夢みるワンダーランド Sonhando no País das Maravilhas)", e o nome do encerramento japonês é "NAZO NAZO yume no kuni (ナゾナゾ夢の国 Terra dos Sonhos Misteriosos)", ambas são cantadas pela cantora japonesa Tarako (que também é a dubladora de Alice).
A música Americana e a música Alemã da abertura usam as mesmas animações, mas uma música diferente para os créditos de abertura. As canções são as mesmas em termos de música, e só diferem pelo idioma. Em Portugal foi utilizada a versão alemã, tendo sido dobrada em português anos depois para a edição em DVD.

## Episódios
1. Um Coelho Sai do Chapéu
2. Alice Cai na Toca do Coelho
3. O Lago De Lágrimas
4. A Corrida
5. A Casa Do Coelho Branco
6. O Ovo Em Cima Do Muro
7. O Grande Cão Bebé
8. A Floresta Sem Nome
9. Gralhas Que Roubam
10. O Conselho Da Lagarta Azul
11. Onde Estão Os Ovos Da Pomba
12. Porco e Pimenta
13. Tweedle Dee e Tweedle Dum
14. O Leão e o Unicórnio
15. A Festa Da Rainha De Copas
16. O Gato De Cheshire
17. A Libertação Das Ostras
18. A Quadrilha Das Lagostas
19. O Chá Do Chapeleiro
20. Mas Que Circo
21. Quem Roubou a Tarte
22. A Tartaruga Fingida
23. A Caixa Do Castelo
24. Benny Bunny Desaparece
25. A Hortaliça Ofendida
26. A Casa Do Outro Lado Do Espelho
27. O Passeio Da Rainha De Copas
28. O Pato Envergonhado
29. O Dia Das Grandes Lavagens
30. A Ovelha Dos Sonos
31. Tinham de ser os Dawsons
32. O Coelho Branco Sai De Casa
33. Uma Viagem Insólita
34. Benny e os ratos de rabo roscado
35. A Senhora e o Senhor Tormenta
36. Os Cangurus Zangados
37. A Viagem de Balão
38. A Terra das Nuvens
39. Um Convidado Desagradável
40. O Pequeno Flautista
41. Os Elefantes Do Mel
42. Pequeno Bill Apaixonado
43. A Pérola Da Sabedoria
44. Um Duende para todas as ocasiões
45. O Retrato de Família
46. A Bebida Mágica
47. O Desaparecimento da Fada de Luz
48. Muitos Bombons Coloridos
49. O Dia De Não Aniversário
50. O Bebe Chimpanzé
51. Duelo Entre Cavaleiros
52. Rainha Alice

## Personagens
- Alice: Alice é uma menina de 7 anos com uma grande imaginação. Em contraste com ela a um romance a contraparte, ela é representada com cabelos castanhos em vez de loiros, um chapéu, e um vestido vermelho e branco semelhante em desenho para ela com o vestido azul e branco da contraparte da Disney. Ela parece mais jovem devido ao seu desenho de anime (como este é o mesmo caso com Dorothy em anime representando no adaptação de anime do Feiticeiro de Oz)
- Benny Bunny: Benny Bunny é o coelho companheiro de Alice em suas aventuras ao longo no País das Maravilhas. Encontrado pela Alice quando esta compra um chapéu mágico numa loja antiga, Benny é na realidade o sobrinho do Coelho Branco. Geralmente, é o Benny que tem de ser a consciência da Alice, avisando-a quando esta faz alguma coisa mal ou ofensiva contra outro dos habitantes do País das Maravilhas.
- Coelho Branco: Sempre apressado e atrasado, o Coelho Branco é o emissário da Rainha de Copas e o tio de Benny Bunny. Como anda sempre atrasado, passa a vida a correr de um lado para o outro, com medo que a Rainha de Copas ordene que lhe cortem a cabeça.
- Gato Risonho: O misterioso Gato Risonho, é um gato listrado que passa a vida a aparecer e desaparecer. Tem o hábito de ajudar Alice quando esta lhe pede, ainda que muitas vezes acabe por criar mais confusões. Possui uma grande rivalidade com a Rainha de Copas, que não gosta dele por este estar sempre a dizer mal dela e a desaparecer, quando este lhe tenta falar.
- A Rainha de Copas (ハートの女王) : A Rainha de Copas, tal como o nome o indica é a rainha do País das Maravilhas. De temperamento instável, não gosta que lhe digam o que fazer e passa a vida a fazer ameaças de decapitações, acabando muitas das vezes por enviar os infractores para os calabouços por alguns dias. Ainda assim, a Rainha de Copas mostra por vezes um lado mais dócil e carinhoso, quando está de bom humor.
- A Lagarta Azul: De longe, a mais sábia criatura de todo o País das Maravilhas, a Lagarta Azul também pode ser considerada a mais sã ou mais normal dos habitantes daquele mundo.  Normalmente é encontrada em áreas repletas de cogumelos, a fumar, enquanto ouve os diferentes problemas dos outros. Geralmente, Alice procura-a quando precisa de um conselho, sendo que a Lagarta ajuda-a sempre que pode, ainda que por vezes as suas respostas sejam muito enigmáticas.
- Rei Paulo e Rainha Paula: O Rei Paulo e a Rainha Paula são os reis brancos do Xadrez. Como parte da realeza do País das Maravilhas, todos têm-nos em grande conta. O Rei Paulo passa a vida a dormir, enquanto que a Rainha Paula apenas quer saber de jogar criquet.
- Tweedle Dee & Tweedle Dum: Tweedle Dee e Tweedle Dum são dois rapazes gémeos que passam a vida à procura de coisas para fazer no País das Maravilhas. Como se vestem e comportam-se de maneira idêntica, é quase impossível diferenciá-los. Discutem muito entre o outro pelas variadas razões, mas no fundo, gostam muito um do outro. Muitas das vezes, quando se cruzam com Alice, acabam por lhe pedirem para irem com ela, pois sabem quando esta está por perto.
- Chapeleiro Louco
- Lebre de Março
- Rato Dorminhoco
- Humpty Dumpty - Humpty Dumpty é um ovo que vive em cima de um muro construído por ele mesmo, que rodeia todo o País das Maravilhas. Sendo bastante convencido e acreditando ser o dono de toda a verdade, Humpty passa a vida a dizer mal dos outros, dizendo-lhes o que é que estes deveriam ou não fazer. Isto, faz com que a Rainha de Copas lhe tenha um ódio enorme. Curiosamente, é o melhor amigo do Rei de Copas. Alice gosta de falar com ele, mas tal como a maior parte dos outros, também não gosta que este a ofenda.
- Jabberwocky: Um dragão gigante mal-humorado que vive num castelo para além da Floresta sem Nome. Bastante solitário e mal-humorado, não gosta de visitantes e ameaça todos os que se aproximam do seu castelo. Tendo a fama de ser terrívelmente mau, quase todos no País das maravilhas têm medo dele. Passa a vida a cozinhar algumas especialidades que ele considera deliciosas e por mais do que uma vez, tenta cozinhar o Benny Bunny. Porém, apesar de parecer mal-humorado, Jabberwocky é na realidade bastante simpático e em mais do que uma ocasião ajudou Alice a resolver um problema que esta tinha.
- Duquesa
- Morsa e Carpinteiro
- Dodô
- Falsa Tartaruga
- Pequeno Bill

## Dobragem Portuguesae transmissão original
- Vozes:
- Alice - Isabel Ribas
- Coelho Branco / Lagarta Azul / Tweedledee / Dodô - António Feio
- Benny Bunny / Sra. Spiceham / Cozinheira da Duquesa - Argentina Rocha
- Mãe de Alice / Rainha de Copas / Duquesa - Carmen Santos
- Ermelinda Duarte
- Rei de Copas / Pequeno Bill / Lebre - Francisco Pestana
- Pai de Alice / Chapeleiro / Tweedledum / Jabberwocky - João Lourenço
- Humpty Dumpty / Rei Paul / Príncipe Harold - Luís Mascarenhas
- Célia / Rainha Paula - Luísa Salgueiro
- Bobo / Rato Dorminhoco - Manuel Cavaco
- Gato que Ri - Melim Teixeira
- Direcção (interpretação): João Lourenço[2]

Estreou a 27-05-1987 às 17h35 na rúbrica Brinca Brincando e foi transmitido pela RTP1.
- Quartas-feiras, 17h35/15h50 de 27-05-1987[3] até 13-07-1988;

- Segunda a sexta-feira, 17h15 de 27-07-1989[3], regresso na mesma rúbrica.

Repetiu várias vezes na RTP e posteriormente na TVI.